# Hypena laxia
Hypena laxia är en fjärilsart som beskrevs av Swinhoe 1891. Hypena laxia ingår i släktet Hypena och familjen nattflyn. Inga underarter finns listade i Catalogue of Life.